# 菊田みちよ
菊田 みちよ（きくた みちよ、2月10日 - ）は、日本の女性漫画家。茨城県出身。代々木アニメーション学院東京校出版学部マンガ・コミック科卒業。

## 来歴
2001年、『銀色模様』でデビュー。代表作は『まもって!ロリポップ』で、アニメ化もされた。
趣味はロリータ・ファッションで、サイン会にロリータ系のドレスを着て来ることもあった。また、自作の漫画のキャラクターにもロリータファッションをさせることが多く、特に『少女天使みるきゅーと』ではその傾向が強く出ている。
近年は執筆の場を広げ、原明日美らと同様､幼年誌ぷっちぐみのプリティーリズム・レインボーライブコミカライズ､小学館の学年別学習雑誌の同作品イラストレーション等も手がけている。
こげどんぼ*の提唱で製作された東日本大震災チャリティ同人誌「pray for Japan」に寄稿した。

## 作品リスト
- 銀色模様（なかよし増刊 2001年はるやすみランド表）
- めでぃかるまじかる（なかよし増刊2002年ふゆやすみランドに発表、「まもって!ロリポップ」単行本1巻に収録）
- まもって!ロリポップ（なかよし2002年2月号 - 2005年7月号）
- 少女天使みるきゅーと（なかよし（講談社））
  - 第1巻 ISBN 4063641066
  - 第2巻 ISBN 4063641228
- 妖界ナビ・ルナ（なかよし2008年8月号 - 2010年8月号、原作：池田美代子）
- レイヤー×レイアー（なかよし2011年6月号・7月号）
- BLT（なかよしラブリー2011年）
- プリティーリズムファン
- プリティーリズム・レインボーライブ（ぷっちぐみ版）
- プリパラ（ぷっちぐみ版）
- キラッとプリ☆チャン（ぷっちぐみ2018年4月号 - 2021年6月号）
- ハッピーベーカリー（ベネッセコーポレーション・チャレンジウェブ）
- ピカピカ☆サーカス団（ベネッセコーポレーション・チャレンジウェブ）
- ティンクル・セボンスター（ポプラ社）
  - 第1巻 はじめまして★宝石の妖精モモ ISBN 9784591147184
  - 第2巻 まいごの妖精ピリカと音楽会 ISBN 9784591150672
  - 第3巻 妖精ビビアンのキケンなひみつ？ ISBN 9784591154243
  - 第4巻 妖精メルと海の宝石のきずな ISBN 9784591158838
  - 第5巻 妖精エリオと時の迷宮 ISBN 9784591163542
  - 第6巻 妖精ローサと花のまぼろし ISBN 9784591168783
  - 第7巻 妖精ムーンと闇の女王 ISBN 9784591171929
  - 第8巻 アンナと宝石の国の女王様　ISBN 9784591175699